# Gunter Mulack
Gunter Mulack (* 23. September 1943 in Landsberg an der Warthe; † 27. Mai 2023 in Berlin) war ein deutscher Diplomat. Er diente als deutscher Botschafter in Kuwait, Bahrain, Syrien und Pakistan. Von 2008 bis 2021 war er Direktor des Deutschen Orient-Instituts.

## Leben
Mulack verlebte seine Kindheit nach der Vertreibung aus der Neumark 1945 in Verden. Das Abitur legte er am dortigen Domgymnasium ab. Ab dem Sommersemester 1963 absolvierte Mulack ein Studium der Rechts- und Islamwissenschaften an der Philipps-Universität Marburg. Später wechselte er an die Georg-August-Universität Göttingen. In Marburg schloss sich Mulack der Burschenschaft Rheinfranken an, die er als auswärtiger Inaktiver jedoch wieder verließ. 1966 wurde er Mitglied des Corps Curonia Goettingensis. Von 1968 bis 1969 war er Assistent am Institut für Völkerrecht an der Universität Göttingen. Im Rahmen eines rechtswissenschaftlichen Postgraduiertenstudiums an der University of California, Berkeley erwarb er den akademischen Grad Master of Laws (LL.M.), 1971 wurde er in Göttingen zum Dr. jur. promoviert.
Nach dem Eintritt in den Auswärtigen Dienst 1971 folgten Verwendungen an den Botschaften in Ägypten (Attaché) sowie im Libanon (Zweiter Sekretär). Von 1974 bis 1978 war Mulack Ständiger Vertreter des Botschafters in Kuwait. Nach einer Verwendung an der Botschaft in Venezuela (Leiter der Wirtschaftsabteilung) war er von 1980 bis 1983 Ständiger Vertreter des Botschafters in Jordanien. Im Rahmen einer erneuten Verwendung im Auswärtigen Amt war er zuletzt von 1986 bis 1990 Stellvertretender Leiter eines Referates in der Rechtsabteilung.
1990 wurde Mulack Generalkonsul der Bundesrepublik Deutschland in Casablanca. Bereits ein Jahr später wurde er deutscher Botschafter in Kuwait, zugleich akkreditiert in Bahrain. Anschließend war er von 1995 bis 1999 Leiter eines Referates in der Politischen Abteilung des Auswärtigen Amtes. 1999 wurde er Botschafter der Bundesrepublik Deutschland in Syrien. Mulack war von 2002 bis August 2005 Beauftragter für den Dialog mit der Islamischen Welt und den Dialog der Kulturen in der Kultur- und Bildungsabteilung des Auswärtigen Amtes. 2005 wurde er dann Botschafter in Pakistan. 2008 trat er in den Ruhestand. Von September 2008 bis September 2021 war er Direktor des Deutschen Orient-Instituts in Berlin. Er spricht neben Englisch und Französisch auch Arabisch und Spanisch.
Gunter Mulack war verheiratet und hat eine Tochter.